# Nagonka (socjologia)

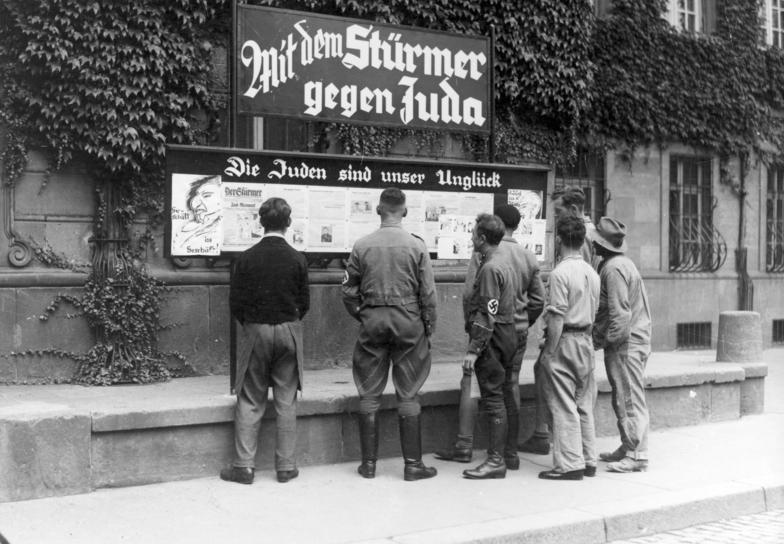
Der Stürmer (niemiecki tygodnik polityczny, związany z NSDAP), publikowany publicznie w czasach nazizmu, prowadzi kampanię prześladowczą skierowaną przeciwko Żydom, 1935.

Nagonka – ostry, nieprzebierający w środkach atak (na początku zwykle słowny) skierowany przeciwko osobie, grupie osób, grupie społecznej lub narodowi albo przeciwko jakiemuś zjawisku (także: zjawisku społecznemu) lub zdarzeniu. Nagonka słowna może przeistoczyć się w działania czynne i prowadzić do czynnej napaści a nawet pogromów. Jest elementem manipulacji w życiu politycznym.
Źródłosłów tego słowa wywodzi się od terminu polowania z naganką (przy pomocy naganiaczy, którzy napędzają zwierzynę na myśliwych) i pochodzi z łowiectwa.
Przykładem nagonki może być ludobójstwo w Rwandzie na początku lat 90. XX wieku. Jedno z plemion, Hutu, oskarżało drugie, Tutsi, o wszelkie niepowodzenia i zło, a iskrą zapalną do ludobójstwa było zestrzelenie wcześniej samolotu z prezydentem kraju, o które zostali oskarżeni członkowie plemienia Tutsi, które stało się później ofiarą ludobójstwa. Po tym zdarzeniu władze z plemienia Hutu rozpętały nagonkę odczłowieczającą drugie z plemion, co zakończyło się masowym ludobójstwem tych drugich.

## Literatura przedmiotu
- Mirosław Karwat Teoria prowokacji. Analiza politologiczna 2007, Wydawnictwo Naukowe PWN, ISBN 978-83-01-15395-3